# Плуагат
Плуага́т (фр. Plouagat, брет. Plagad, галло Plagat) — коммуна во Франции, находится в регионе Бретань. Департамент — Кот-д’Армор. Главный город кантона Плуагат. Округ коммуны — Генган.
Код INSEE коммуны — 22206.

## География
Коммуна расположена приблизительно в 400 км к западу от Парижа, в 110 км северо-западнее Ренна, в 18 км к западу от Сен-Бриё.

## Население
Население коммуны на 2008 год составляло 2436 человек.
| 1962 | 1968 | 1975 | 1982 | 1990 | 1999 | 2008 |
| ---- | ---- | ---- | ---- | ---- | ---- | ---- |
| 1522 | 1472 | 1727 | 1978 | 2154 | 2218 | 2436 |

## Администрация
| Период | Период | Фамилия            | Партия                          | Примечания          |
| ------ | ------ | ------------------ | ------------------------------- | ------------------- |
| 1945   | 1958   | Ашиль Пеньон       | Радикальная партия              |                     |
| 1959   | 1977   | Ги Маро            | Разные левые                    | врач                |
| 1977   | 2001   | Поль Керварек      | Разные левые                    | учитель             |
| 2001   | 2008   | Жан-Жак Ле Лепврье | Разные правые» Разные центристы | банковский служащий |
| 2008   | 2014   | Поль Керварек      | Разные левые                    |                     |

## Экономика
В 2007 году среди 1499 человек в трудоспособном возрасте (15—64 лет) 1100 были экономически активными, 399 — неактивными (показатель активности — 73,4 %, в 1999 году было 71,1 %). Из 1100 активных работали 1020 человек (534 мужчины и 486 женщин), безработных было 80 (27 мужчин и 53 женщины). Среди 399 неактивных 130 человек были учениками или студентами, 169 — пенсионерами, 100 были неактивными по другим причинам.

## Достопримечательности
- «Желобчатый камень» (эпоха неолита). Исторический памятник с 1971 года[3]
- Голубятня бывшего замка Маро (1800 год). Исторический памятник с 1988 года[4]

## Фотогалерея

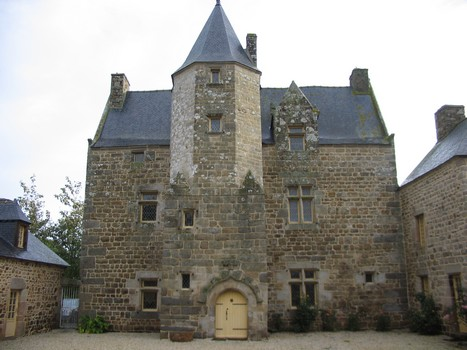
Усадьба Фурнебелло
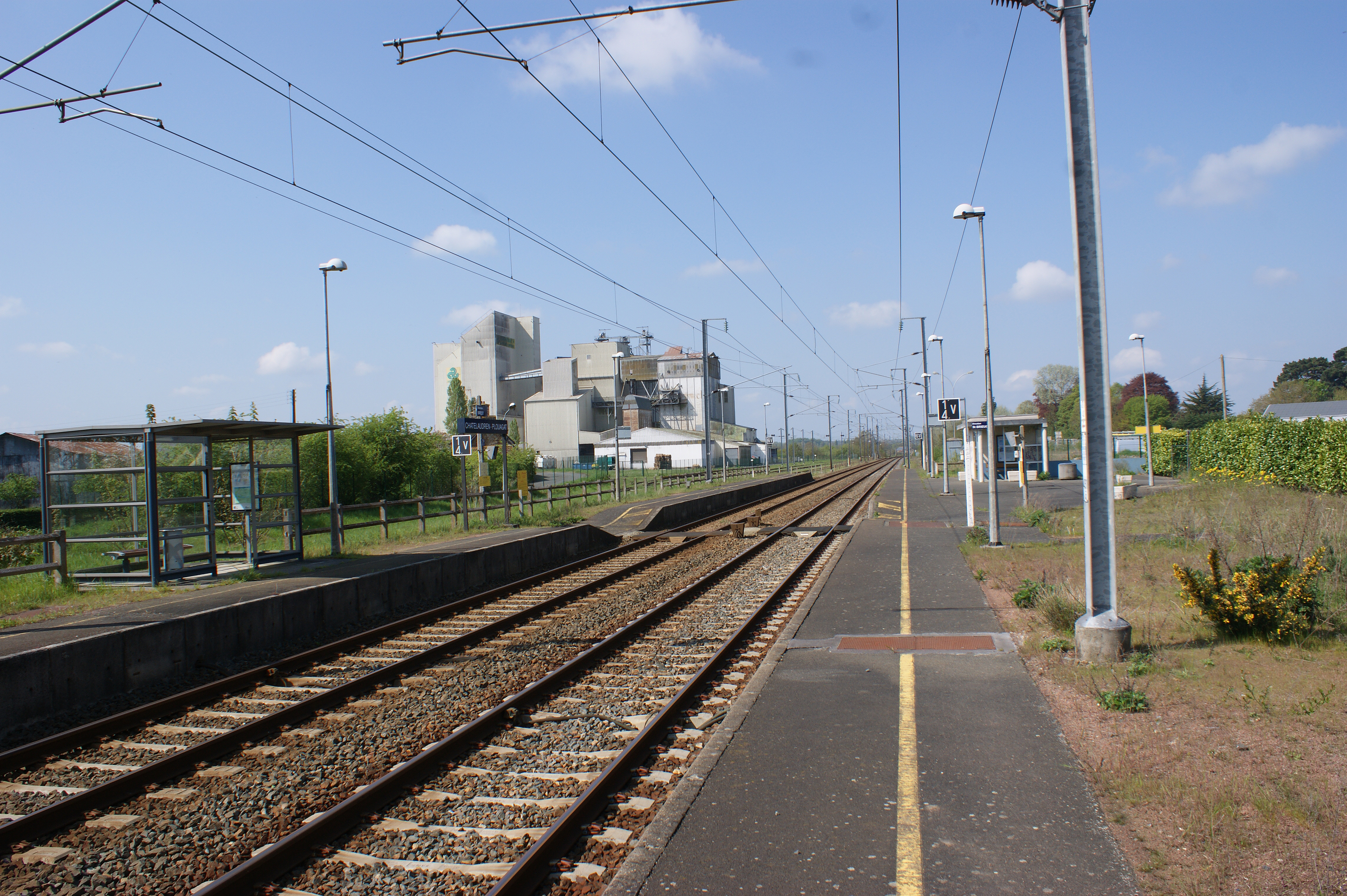
Вокзал
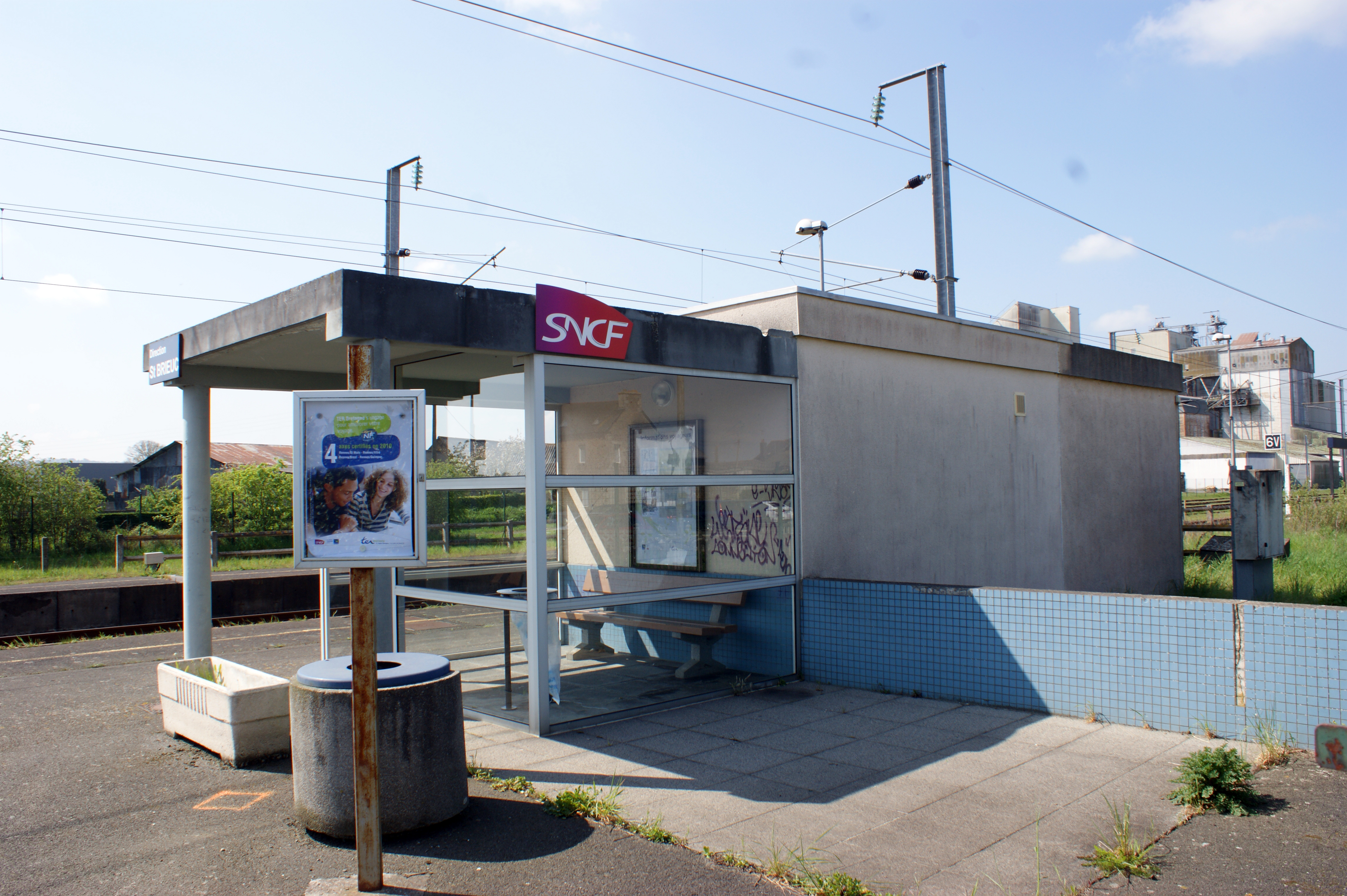
Вокзал
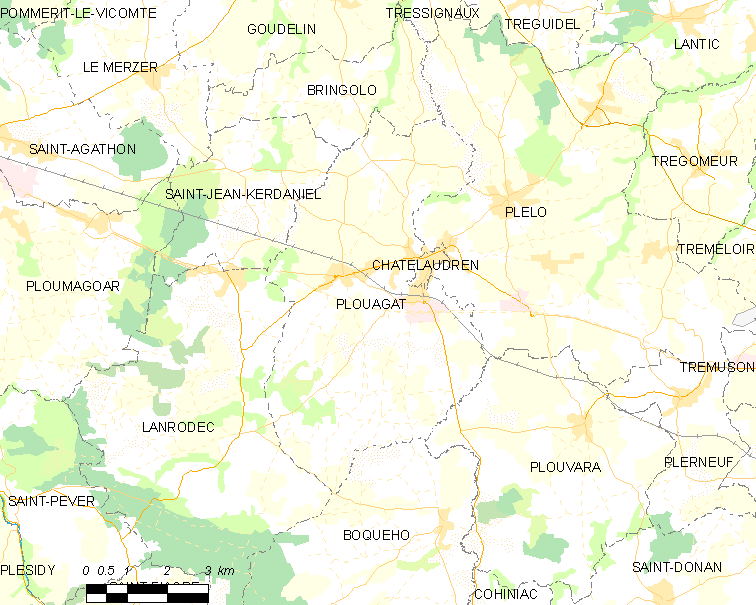
Карта коммуны